# Austroclimaciella subfusca
Austroclimaciella subfusca là một loài côn trùng trong họ Mantispidae thuộc bộ Neuroptera. Loài này được Nakahara miêu tả năm 1912.